# Finmarchinella uranipponica
Finmarchinella uranipponica is een mosselkreeftjessoort uit de familie van de Hemicytheridae. De wetenschappelijke naam van de soort is voor het eerst geldig gepubliceerd in 1969 door Ishizaki.